# L'altra metà dell'avanguardia 1910-1940
L'altra metà dell'avanguardia 1910-1940 est une exposition d'art moderne et contemporain présentée au Palazzo Reale de Milan en 1980, organisée par la ville de Milan à l'initiative de la critique d'art Lea Vergine qui en est la commissaire d'exposition. C’est la première exposition en Italie entièrement consacrée à des femmes artistes du XXe siècle, qui ont œuvré pour les avant-gardes, du Blaue Reiter au surréalisme. L’exposition est ensuite présentée à Rome et à Stockholm.

## L'exposition
L'exposition L’altra metà dell’avanguardia 1910-1940. Pittrici e scultrici nei movimenti delle avanguardie storiche (L'autre moitié de l'avant-garde 1910-1940. Peintres et sculpteurs des avant-gardes historiques) est inaugurée le 16 février 1980 au Palazzo Reale de Milan ; elle est ouverte jusqu'au 13 avril 1980. Elle présente le travail des femmes artistes dans un panorama des avant-gardes du début du XXe siècle et est reconnue comme une étape importante dans les études relatives à l'histoire de l'art et aux questions de genre. L'exposition est ensuite accueillie du 3 juillet au 8 août 1980 au Palais des expositions à Rome, puis du 14 février au 10 mai 1981 au Kulturhuset à Stockholm.
L'exposition est le résultat de treize mois de recherches et de contacts avec des femmes artistes par Lea Vergine, comme elle le raconte dans son ouvrage L'arte ritrovata. Alla ricerca dell'altra metà dell'avanguardia publié en 1982. Deux expositions consacrées au rôle des femmes dans l'art avaient été organisées précédemment : Women Artists: 1550-1950 au Musée d'Art contemporain de Los Angeles en 1976-1977, organisée par les historiennes de l'art Linda Nochlin et Ann Sutherland Harris ; Künstlerinnen International 1877-1977 organisée en 1977 par le groupe Frauen in der Kunst au Château de Charlottenbourg à Berlin. Ces deux expositions, qui représentent les premières tentatives d'approche historique de l'art au féminin, ont été critiquées par Lea Vergine car elles  couvraient des intervalles de temps trop étendus pour permettre une enquête suffisamment scientifique. Vergine limite volontairement son champ d'investigation aux avant-gardes du début du XXe siècle.
Les œuvres sont exposées en onze sections qui recouvrent les différents courants artistiques qui ont marqué le début du XXe siècle : Der Blaue Reiter ; Antinovecento ; cubisme et post-cubisme ; futurisme, cubo-futurisme et suprématisme ; vorticisme ; Cercle et Carré ; dadaïsme ; Bauhaus ; art abstrait ; nouvelle objectivité ; surréalisme.
Lea Vergine fait appel au designer Achille Castiglioni, qui s'adjoint la collaboration de l'artiste plasticienne Grazia Varisco pour la conception graphique. L'exposition se déploie dans les vingt-deux salles du Palazzo Reale : les œuvres et les documents sont présentés sur les murs à gauche du spectateur, tandis qu'à droite, de grands voiles en tissu blanc descendaient du plafond, structurant l'espace en diagonale ; cette mise en espace qui crée un environnement plus intime pour les œuvres et joue avec la lumière a été appréciée par la presse.

## Catalogue
Le catalogue de l'exposition, édité par Mazzotta à Milan, est conçu sur le plan graphique par Grazia Varisco. Il comporte une introduction de l'historien et critique d’art italien Giovanni Lista , deux textes de Lea Vergine et cent-quatorze notices bio-bibliographiques des artistes exposées ; elles présentent le contexte familial, la formation, les œuvres, les expositions, les voyages et les rencontres artistiques, en évitant la vie privée des artistes. Elles ont été écrites par une série de collaboratrices : Elisabetta Fermani, Deanna Farneti, Nicoletta Misler, Loredana Parmesani, Carla Pellegrini Rocca, Silvia Tomasi.
Il est traduit en français par Mireille Zanuttini et publié en 1982 à Paris aux éditions Des femmes,.

## Artistes exposées
Les œuvres des cent-quatorze artistes sont présentées dans onze sections :
- Le Cavalier bleu

Marianne von Werefkin (1860-1938) ; Gabriele Münter (1877-1962) ; Erma Bossi (1875-1952).
- Anti Novecento

Vanessa Bell (1879-1961) ; Anna Lesznai (1885-1966) ; Edita Broglio (1886-1977) ; Maria Grandinetti Mancuso (it) (1891-1977) ; Jenny Mucchi-Wiegmann (it) (1895-1969) ; Deiva De Angelis (it) (1885-1925) ; Pasquarosa (it) (1896-1973) ; Maria Morino (1899-1981) ; Antonietta Raphaël (1895-1975) ; Carol Rama (1918-2015).
- Cubisme et Post-cubisme

Alice Bailly (1872-1938) ; María Blanchard (1881-1932) ; Marie Vassilieff (1884-1957) ; Valeria Denes (1877-1915) ; Alice Halicka (1894-1975) ; Noémi Ferenczy (1890- 1957) ; Marie Vorobieff (1892-1984) ; Sonja Kovačić-Tajčević (it) (1894-1968) ; Tamara de Lempicka (1898-1980).
- Futurisme - Cubo-futurisme - Suprématisme

Marija Sinjakova (1898- 1989) ; Valentine de Saint-Point (1875-1953) ; Nathalie Gontcharova (1881-1962) ; Alexandra Exter (1882-1949) ; Rosa Rosà (1884-1978) ; Varvara Stepanova (1894-1958) ; Rougena Zátková (1885-1923) ; Nadejda Oudaltsova (1885-1961) ; Olga Rozanova (1886-1918) ; Véra Pestel (1887-1952) ; Lioubov Popova (1889-1924) ; Leandra Cominazzini Angelucci (it) (1890-1981) ; Natalya Danko (1882-1942) ; Ksenia Bogouslavskaïa (1892-1972) ; Vera Ermolaeva (1893-1937) ; Alma Fidora (it) (1894-1880) ; Regina Cassolo (1894-1974) ; Benedetta Cappa (1897-1977) ; Marisa Mori (1900-1985) ; Valentina Kulagina (en) (1902-1987) ; Nina Kogan (en) ; Giannina Censi (1913-1995) Ksenija Ender (de) (1895-1955) ; Marija Ėnder (1897-1942).
- Vorticisme

Helen Saunders (1885-1963) ; Jessica Dismorr (1885-1939) ; Dorothy Shakespear (1866-1973).
- Cercle et Carré

Adya van Rees (en) (1876-1959) ; Vera Idelson (1893-1977) ; Florence Henri (1893-1982) ; Marcelle Cahn (1895-1981) ; Franciska Clausen (1899-1986).
- Dadaïsme

Elsa von Freytag-Loringhoven (1874-1927) ; Juliette Roche (1884-1980) ; Clara Tice (1888-1973) ; Katharine Rhoades (en) (1885-1965) ; Agnes Ernst Meyer (1887-1970) ; Kate Steinitz (en) (1889-1975) ; Hannah Höch (1889-1978) ; Suzanne Duchamp (1889-1963) ; Beatrice Wood (1893-1998) ; Angelika Hoerle (1899-1923) ; Greta Knutson (1899-1923).
- Bauhaus

Ida Kerkovius (1879-1970) ; Marianne Brandt (1893-1983) ; Margaret Leiteritz (de) (1907-1976) ; Lou Scheper-Berkenkamp (1901-1976).
- Art abstrait

Marthe Donas (1885-1967) ; Sonia Delaunay (1885-1979) ; Sophie Taeuber-Arp (1889-1943) ; Gela Forster (de) (1893-1957) ; Marlow Moss (1889-1958) ; Winifred Nicholson (en) (1893-1981) ; Teresa Żarnowerówna (en) (1897-1950) ; Ella Bergmann-Michel (1896-1971) ; Maria Nicz-Borowiakowa (1896-1944) ; Katarzyna Kobro (1898-1951) ; Erika Giovanna Klien (1900-1957) ; Bice Lazzari (it) (1900-1981) ; Anne Béothy-Steiner (1902-1985) ; Hana Wichterlová (cs) (1903-1990) ; Franciszka Themerson (1907-1988) ; Carla Badiali (1907-1992) ; Maria Helena Vieira da Silva (1908-1992) ; Verena Loewensberg (1912- 1986) ; Isabelle Waldberg (1911-1990) ; Carla Accardi (1924-2014).
- Nouvelle objectivité

Käte Hoch (1873-1933) ; Jeanne Mammen (1890-1976) ;  Gerta Overbeck (1898-1977) ; Grethe Jürgens (1899-1981) ; Kate Diehn-Bitt (1900-1978) ; Gussy Hippold-Ahnert (1910-2003) ; Lea Grundig (1906-1977).
- Surréalisme

Romaine Brooks (1874-1970) ; Georgia O'Keeffe (1887-1986) ; Valentine Hugo (1887-1968) ; Kay Sage (1898-1963) ; Toyen (1902-1980) ; Eileen Agar (1899-1991) ; Nusch (1906-1946) ; Dora Maar (1907-1997) ; Milena Pavlović-Barili (1909-1945) ; Jacqueline Lamba (1910-1993) ; Frida Kahlo (1907-1954) ; Meret Oppenheim (1913-1985) ; Remedios Varo (1908-1963) ; Leonora Carrington (1917-2011) ; Dorothea Tanning (1910-2012) ; Gisèle Prassinos (1920-2015) ; Valentine Penrose (1898-1978) ; Ithell Colquhoun (1906-1988).